# Luai
Luai is een bestuurslaag in het regentschap Kuantan Singingi van de provincie Riau, Indonesië. Luai telt 353 inwoners (volkstelling 2010).